# Kiyanza
Kiyanza är ett vattendrag i Burundi.   Det ligger i provinsen Mwaro, i den centrala delen av landet, 40 kilometer öster om huvudstaden Bujumbura.
Omgivningarna runt Kiyanza är en mosaik av jordbruksmark och naturlig växtlighet. Runt Kiyanza är det tätbefolkat, med 383 invånare per kvadratkilometer.